# L'estate di Davide
L'estate di Davide è un film del 1998 diretto da Carlo Mazzacurati.
Il film ha vinto 3 premi al Festival di Biarritz nel 1999 (miglior attore a Stefano Campi, miglior attrice a Patrizia Piccinini, miglior sceneggiatura); è stato candidato per il Pardo d'oro al Festival del film Locarno nel 1998.

## Trama
Finita la scuola, il diciannovenne Davide decide di trascorrere le vacanze estive nella campagna del Polesine, facendosi ospitare dallo zio, fratello della sua defunta madre. Racimolato un piccolo gruzzolo di denaro, frutto del lavoro part-time come lavamacchine, Davide parte in pullman da Torino (dove abita insieme al fratello) e arriva nel paese dello zio; qui inizia a darsi da fare, aiutandolo nei lavori agricoli e nella ristrutturazione di un'ala della casa. Durante la sua permanenza in campagna, fa la conoscenza di Alem, un ragazzo bosniaco, cameriere e spacciatore e di Patrizia, una ragazza di diversi anni più vecchia di lui, dipendente dall'eroina. Ma le sue frequentazioni causano a Davide diversi problemi con lo zio, il quale, dopo aver trovato tra le cose del nipote un quantitativo di droga, lo caccia di casa, invitandolo a tornare a Torino. Anziché ritornare a casa, Davide si fa ospitare nel dormitorio in cui dorme Alem e, insieme a lui, intraprende un viaggio con meta la Puglia, allo scopo di vendere un chilo di droga che avevano trovato per puro caso. La missione finisce male, Alem viene ucciso da un delinquente e Davide si dà alla fuga, facendo ritorno una volta per tutte a Torino.

## Critica
- È un dolente racconto di formazione che è anche la sua opera più modernamente pittorica, contrassegnata da una lentezza che sconfina nell'astrazione. Commento del dizionario Morandini che assegna al film tre stelle su cinque di giudizio.[1]
- Il dizionario Farinotti assegna al film una stella su cinque di giudizio[2]